# Green (Oregón)
Green es un lugar designado por el censo ubicado en el condado de Douglas en el estado estadounidense de Oregón. En el año 2000 tenía una población de 6.174 habitantes y una densidad poblacional de 524.4 personas por km².

## Geografía
Green se encuentra ubicada en las coordenadas 43°9′8″N 123°23′0″O / 43.15222, -123.38333.

## Demografía
Según la Oficina del Censo en 2000 los ingresos medios por hogar en la localidad eran de $35,660, y los ingresos medios por familia eran $40,400. Los hombres tenían unos ingresos medios de $31,582 frente a los $21,984 para las mujeres. La renta per cápita para la localidad era de $15,208. Alrededor del 12.0% de la población estaban por debajo del umbral de pobreza.